# デンドロキラム・ウェンゼリー
デンドロキラム・ウェンゼリー Dendrochilum wenzelii は、ラン科植物の一つ。細い葉を持ち、穂状の花をつける。緑から白が多いこの属の花では珍しく、赤っぽい花をつける。

## 特徴
常緑性の着生植物。偽鱗茎は細長くて長さ約2cm、密集して生じる。葉は偽鱗茎の先端に1枚だけあり、細長くて長さ20-30cm、厚みがあって硬く、先端は尖っていて触れると痛いほど。
花茎は長さ20cmほどになり、先端は次第に斜めに垂れる。先端近くに多数の花を穂状に着け、花は二列が螺旋状に配置、個々の花は半ば開いて径1.5cm程度。黄緑色から暗赤色まで様々。開花期は冬。

## 分布と生育環境
フィリピン原産。低地の熱帯多雨林に生え、高温多湿な環境で樹幹に着生する。

## 利用
洋ランとして栽培される。本属のものは花は小さいながら香りが良いものが多いが、その点、本種は香りがない。他方で多くの種が白から緑と地味なのに対し、本種は赤みを帯びてよく目を引く。栽培は容易である。乾燥にも強く、大株に仕立てると見応えがある。

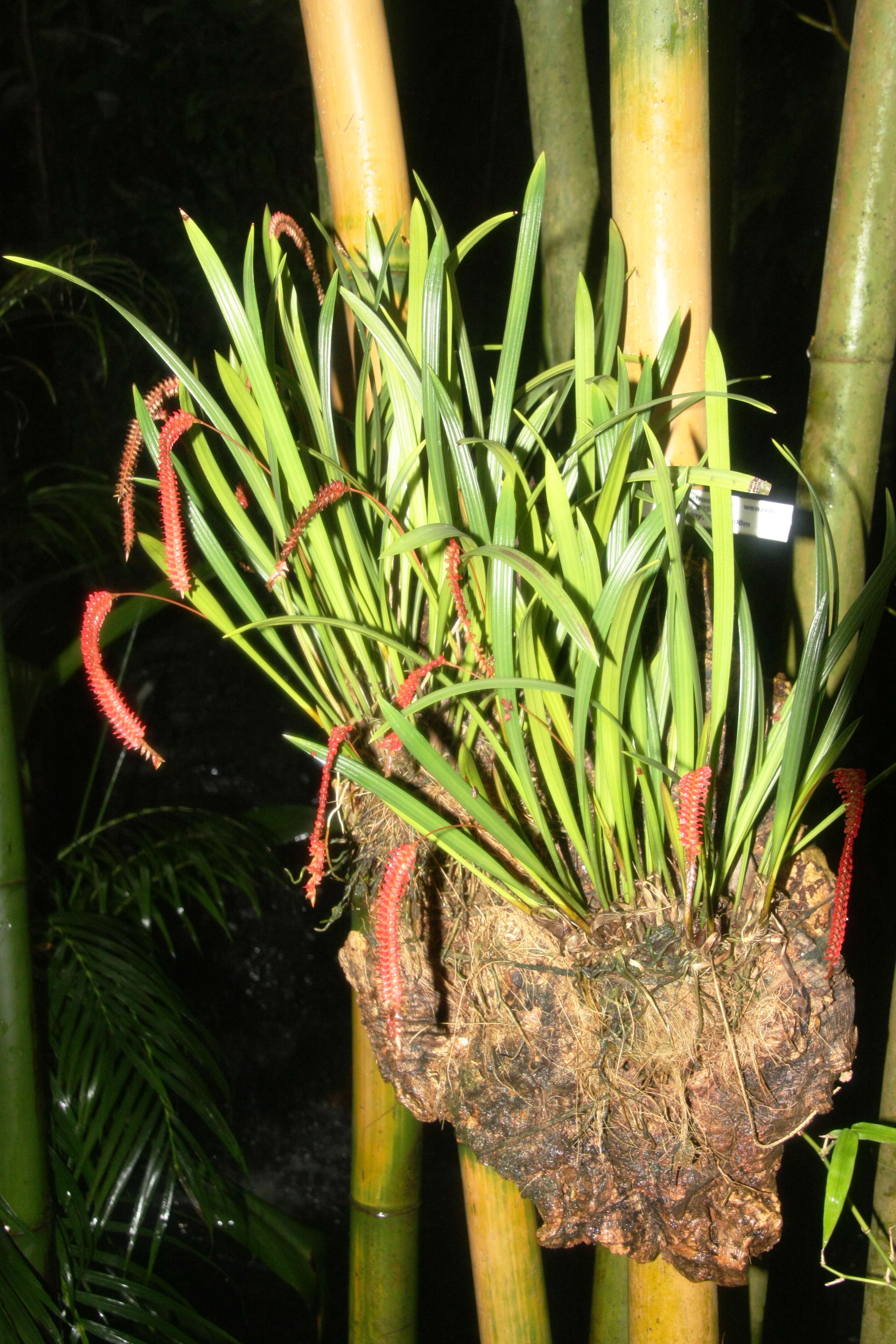
全草
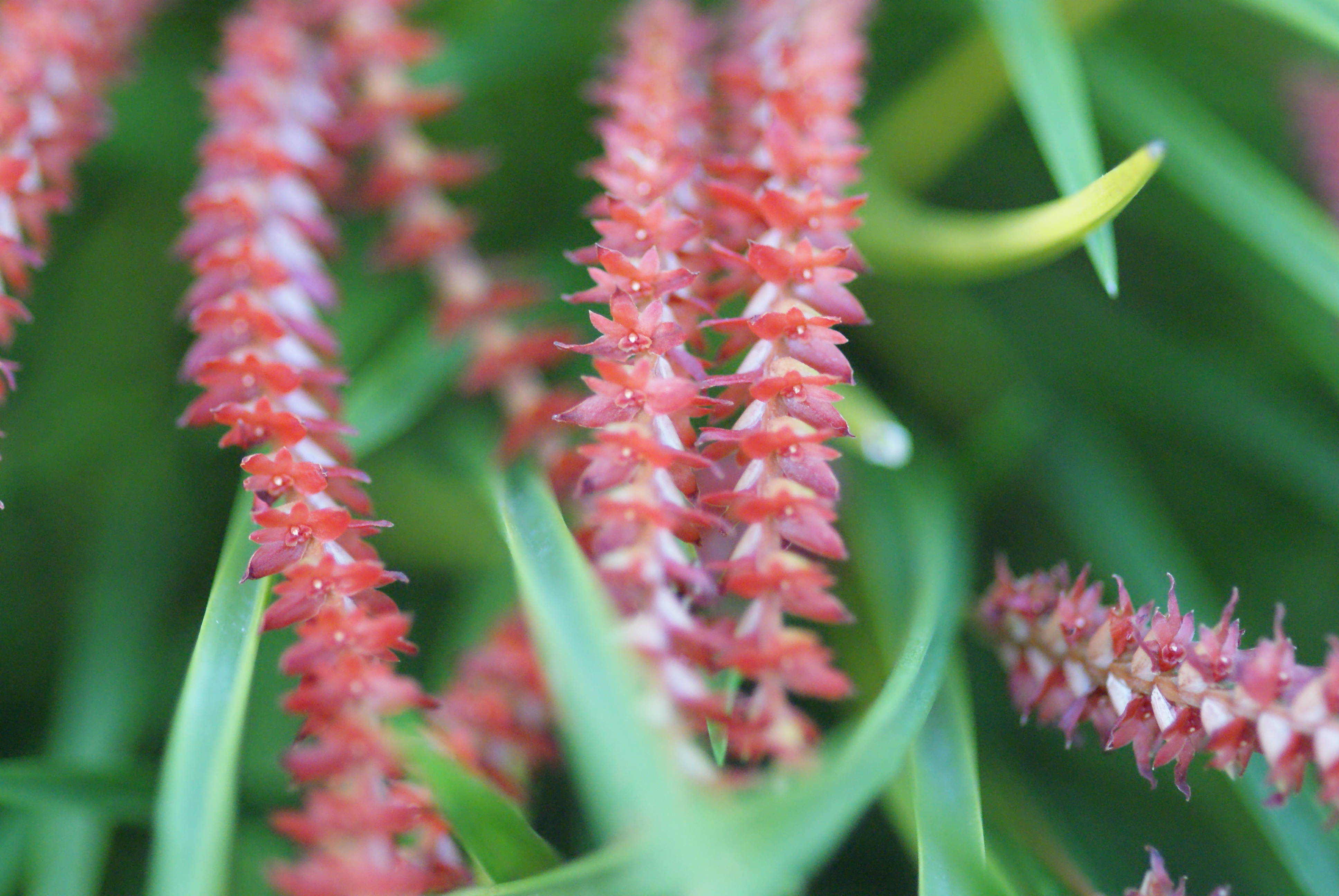
花序の一部
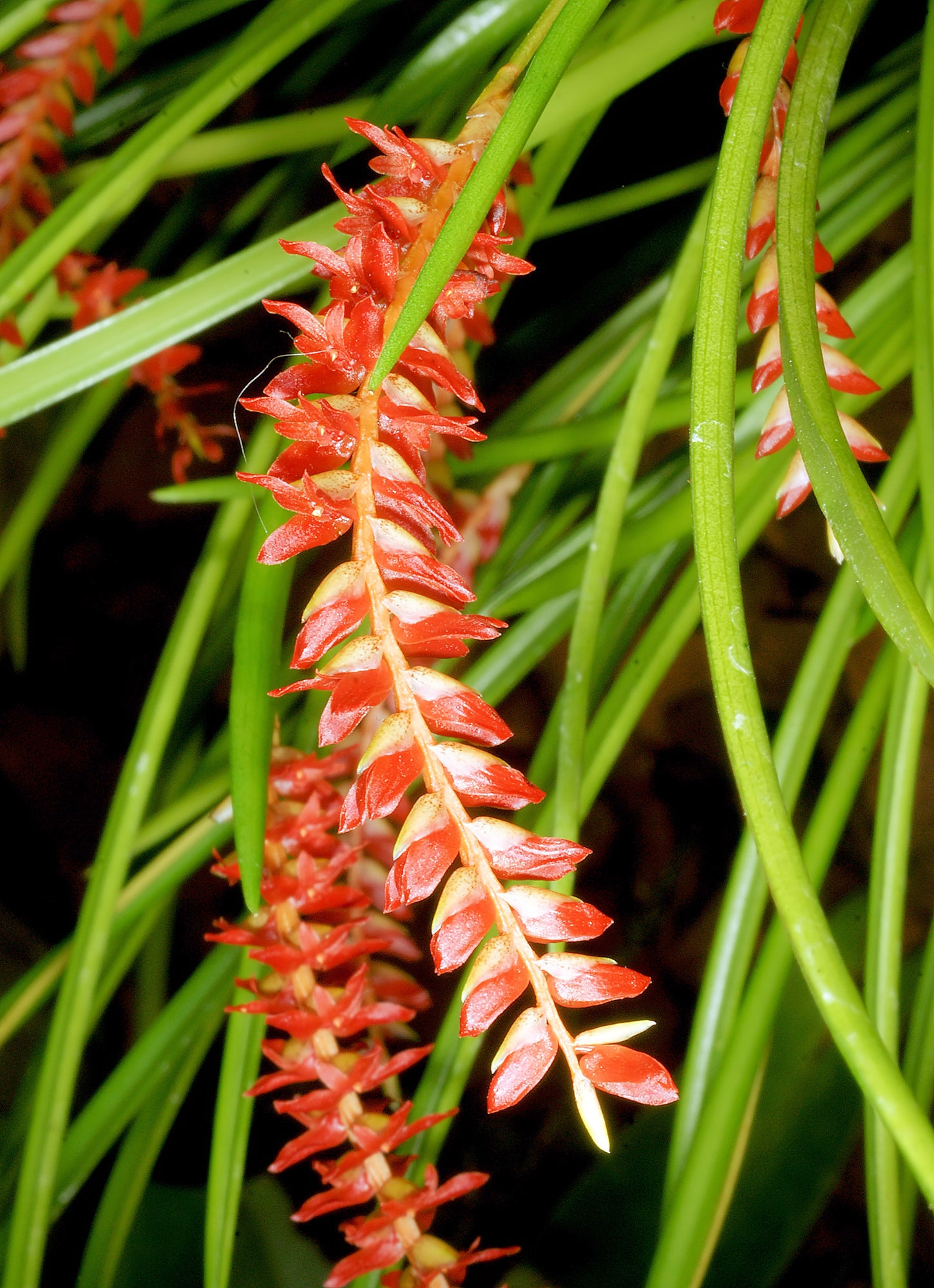
同・側面
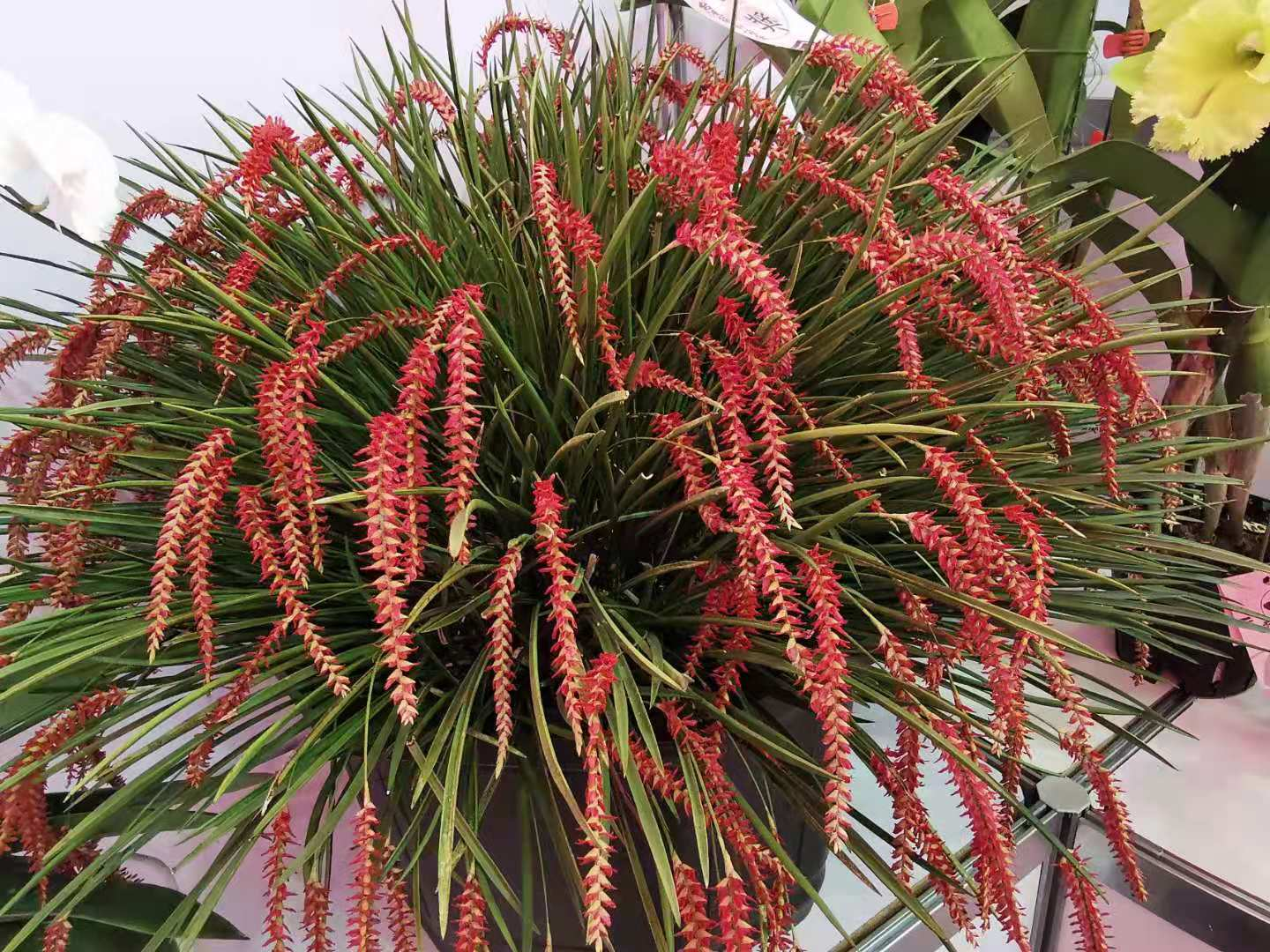
盆栽